# Fiódor Raskólnikov
Fiódor Fiódorovich Raskólnikov (apellido de nacimiento Ilín), San Petersburgo,  28 de enero de 1892 - Niza, Francia, 12 de septiembre de 1939, fue un militar y político bolchevique, comandante de la flota del Báltico y embajador soviético. Fue uno de los más destacados mandos militares comunistas durante la Guerra Civil rusa. Era el hermano mayor de Aleksandr Ilín-Zhenevski.
Nació en 1892. Ingresó en la fracción bolchevique del Partido Obrero Socialdemócrata de Rusia en 1910 cuando estudiaba en la capital, San Petersburgo. Entre 1914 y 1917, estudió en una academia naval y alcanzó el grado de subteniente.
Durante el periodo del Gobierno Provisional Ruso tras la caída de la monarquía en la Revolución de Febrero de 1917, se encargó de la organización de los bolcheviques de la base naval de Kronstadt y fue uno de los dirigentes de las protestas durante las Jornadas de Julio. Tras la Revolución de Octubre, fue comisario político.

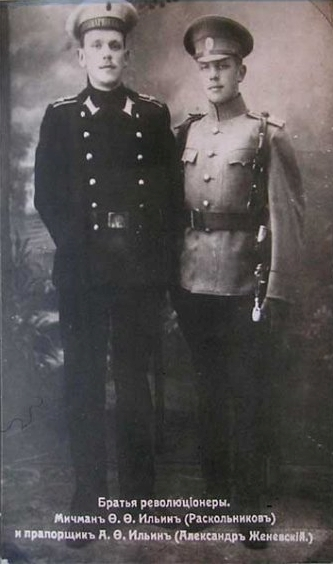
Fiódor Raskólnikov con su hermano Aleksandr Ilín-Zhenevski, circa 1917.

Durante la guerra civil, mandó un destacamento de marinos de la Flota del Báltico en el frente del río Volga y más tarde —a partir de junio de 1919— destacó como comandante de la flotilla del Volga y Caspio, cuyo control recuperó. En mayo de 1920, capturó los restos de la flota «blanca» que actuaba en el Caspio. Mandó la flota del Báltico durante ocho meses al final de la guerra civil, desde junio de 1920. Su misión era mejorar el estado de la flota y acabar con los problemas políticos que acechaban en el Báltico.
Apoyó a Trotski en la disputa sobre el papel de los sindicatos en 1920-1921, defendiendo el estricto control de estos. Sirvió como embajador en Afganistán entre 1921 y 1924. Más tarde, entre 1924 y 1930, desempeñó un papel destacado en la burocracia literaria soviética. Entre 1930 y 1938, volvió a fungir como diplomático.
Denunció a Stalin desde Francia, donde murió en septiembre de 1939.